# Castela tweediei
Castela tweediei är en bittervedsväxtart som beskrevs av Jules Émile Planchon. Castela tweediei ingår i släktet Castela och familjen bittervedsväxter. Inga underarter finns listade i Catalogue of Life.